# Добродетельная шлюха (пьеса Деккера)
«Добродетельная шлюха» (англ. The Honest Whore) — трагедия английского драматурга Томаса Деккера, написанная им совместно с Томасом Мидлтоном. Первая часть была написана в 1604—1605 годах, вторая — примерно в 1630 году.
В первой части куртизанка Белафронт, влюбившись в графа Ипполито, решает вести честную жизнь и выходит за Матео. Во второй части Ипполито безуспешно добивается Белафронт. Исследователи видят в этой пьесе проявление у Деккера антиаристократических и пропуританских настроений.